# 이선 수플리
이선 수플리(영어: Ethan Suplee, 영어 발음: /suːˈpliː/, 1976년 5월 25일 ~ )는 미국의 배우이다.

## 출연 작품

### 영화
- 아메리칸 히스토리 X (1998)
- 리멤버 타이탄 (2000)
- 블로우 (2001)
- 존 큐 (2002)
- 나비효과 (2004)
- 위드아웃 어 패들 (2004)
- 언스토퍼블 (2010)
- 더 울프 오브 월 스트리트 (2013)
- 헌트 (2020) - 개리 역

### 텔레비전
- 보이 미트 월드 (1994-98)
- 마이 네임 이즈 얼 (2005-09)
- 레이징 호프 (2011-13)